# Kreis Gütersloh
Der Kreis Gütersloh ist eine Gebietskörperschaft mit 363.982 Einwohnern (31. Dezember 2024) im Regierungsbezirk Detmold (Region Ostwestfalen-Lippe) im Nordosten des Landes Nordrhein-Westfalen. Nach Einwohnern ist der Kreis Gütersloh der größte im Regierungsbezirk Detmold. Kreisstadt ist Gütersloh.

## Geografie

### Naturräume

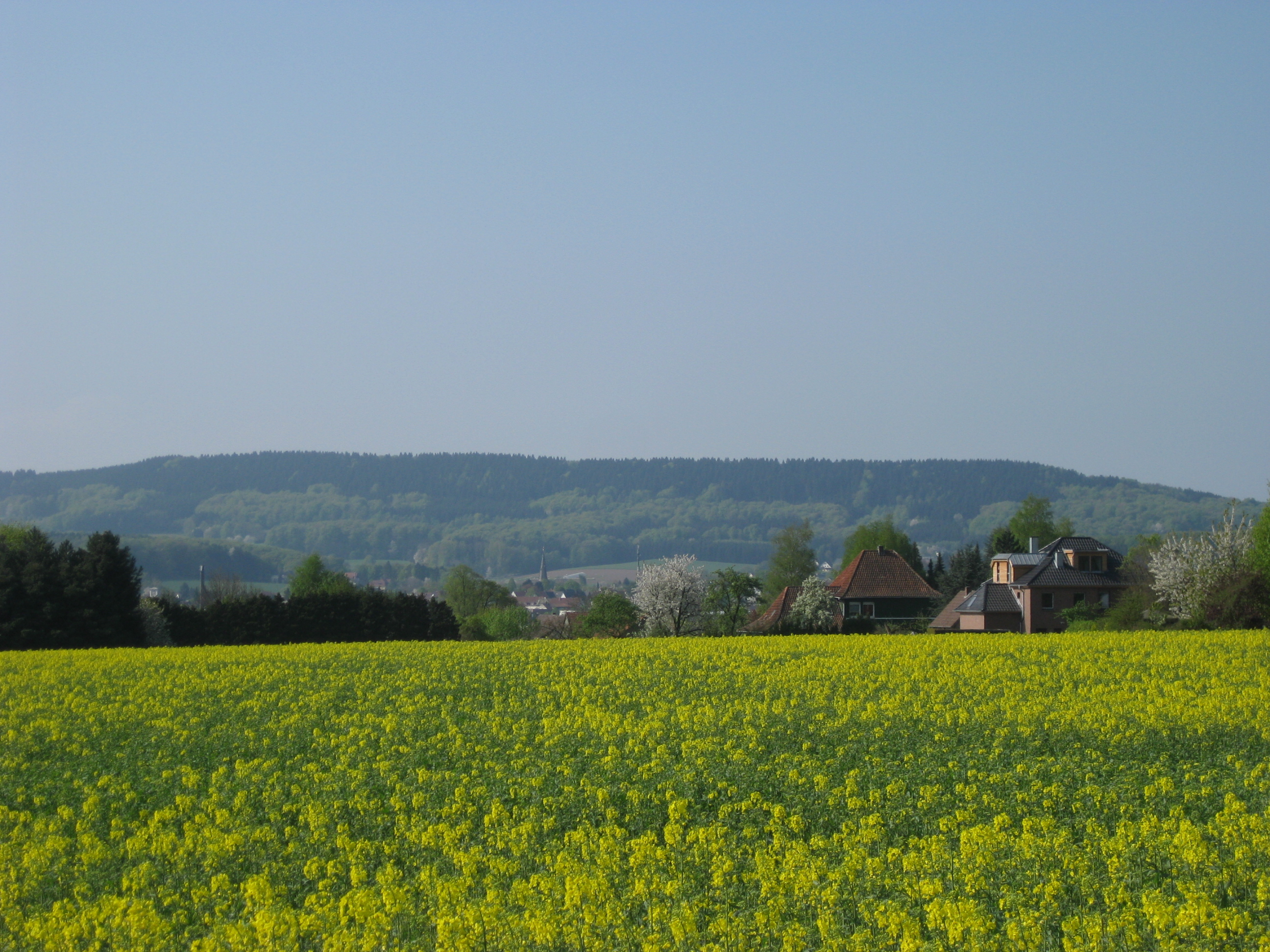
Der Hengeberg in Halle (Westf.)

Der Kreis liegt zum größeren Teil in der Emssandebene und damit in der Westfälischen Bucht. Hier herrschen die sandigen Böden entlang der Ems und im Vorland des Teutoburger Waldes vor; bekannt ist die Senne.
Im Norden reicht das Kreisgebiet über den Teutoburger Wald hinaus in die Ravensberger Mulde und hat mit diesen Naturräumen Anteil am Weserbergland.
Haupthöhenzug des Kreises ist der Teutoburger Wald, Hauptgewässer die Ems mit den Emsquellen. Entsprechend ist die höchste Erhebung im Kreisgebiet der Hengeberg im Teutoburger Wald mit 316 m ü. NN, während der niedrigste Punkt bei 56 m ü. NN im Emstal westlich von Harsewinkel liegt.
Wasserläufe mit mehr als 17 km Länge im Kreisgebiet sind:
- die Ems mit 43,2 km
- die Hessel mit 39,3 km
- der Wapelbach mit 30,2 km
- der Ölbach mit 28,3 km
- der Welplagebach/Schlangenbach/Reinkebach mit 22,0 km
- der Sennebach mit 19,6 km
- die Dalke mit 18,8 km
- der Rhedaer Bach mit 17,9 km
- die Lutter mit 17,8 km
- der Abrocksbach mit 17,4 km

### Ausdehnung und Nutzung des Kreisgebiets
Der Kreis umfasst eine Fläche von 968,08 km². Der überwiegende Teil besteht aus landwirtschaftlich genutzter Fläche und Waldfläche, zusammen etwa 76,5 %, gefolgt von Siedlungs- und Verkehrsfläche, zusammen etwa 21 %. Die größte Ausdehnung in Nordsüdrichtung beträgt etwa 46,1 km und in Ostwestrichtung etwa 45,5 km. Der nördlichste Punkt liegt nordwestlich des Ortskerns von Borgholzhausen bei etwa 52° 8′ 5,04″ N, 8° 17′ 15,98″ O, der südlichste Punkt befindet sich bei Mastholte auf dem Gebiet der Gemeinde Rietberg bei 51° 43′ 2,99″ N, 8° 23′ 7,61″ O.
Die Bodennutzung im Kreisgebiet teilt sich wie folgt auf:
| Fläche nach Nutzungsart¹ | Landwirtschafts- fläche | Wald- fläche | Gebäude-, Frei- und Betriebs-fläche | Verkehrs- fläche | Erholungs-, Friedhofs-fläche | Wasser- fläche | Moor, Heide, Unland | Abbau- fläche | sonstige Nutzung |
| ------------------------ | ----------------------- | ------------ | ----------------------------------- | ---------------- | ---------------------------- | -------------- | ------------------- | ------------- | ---------------- |
| Fläche in km²            | 609,59                  | 131,03       | 127,85                              | 58,47            | 15,84                        | 14,91          | 1,45                | 1,87          | 7,06             |
| Anteil an Gesamtfläche   | 63,0 %                  | 13,5 %       | 13,2 %                              | 6,0 %            | 1,5 %                        | 1,6 %          | 0,2 %               | 0,2 %         | 0,7 %            |

¹ Landesdatenbank NRW Kommunalprofil für kreisfreie Städte, Kreise und Gemeinden, Stand November 2010

### Nachbarkreise
Der Kreis Gütersloh grenzt im Uhrzeigersinn im Norden beginnend an den Landkreis Osnabrück (in Niedersachsen), an den Kreis Herford, an die kreisfreie Stadt Bielefeld sowie an die Kreise Lippe, Paderborn, Soest und Warendorf.

### Kreisgliederung
| Name                     | Einwohner | Fläche     | Einw./km² | Status                         | AGS        |
| ------------------------ | --------- | ---------- | --------- | ------------------------------ | ---------- |
| Borgholzhausen           | 00.8847   | 055.99 km² | 158       | kreisangehörige Stadt          | 05 754 004 |
| Gütersloh                | 100.479   | 112.02 km² | 897       | große kreisangehörige Stadt    | 05 754 008 |
| Halle (Westf.)           | 021.393   | 069.70 km² | 307       | kreisangehörige Stadt          | 05 754 012 |
| Harsewinkel              | 025.523   | 100.59 km² | 254       | mittlere kreisangehörige Stadt | 05 754 016 |
| Herzebrock-Clarholz      | 016.419   | 079.28 km² | 207       | kreisangehörige Gemeinde       | 05 754 020 |
| Langenberg               | 00.8311   | 038.31 km² | 217       | kreisangehörige Gemeinde       | 05 754 024 |
| Rheda-Wiedenbrück        | 048.030   | 086.72 km² | 554       | mittlere kreisangehörige Stadt | 05 754 028 |
| Rietberg                 | 030.055   | 110.31 km² | 272       | mittlere kreisangehörige Stadt | 05 754 032 |
| Schloß Holte-Stukenbrock | 026.297   | 067.52 km² | 389       | mittlere kreisangehörige Stadt | 05 754 036 |
| Steinhagen               | 020.302   | 056.41 km² | 360       | kreisangehörige Gemeinde       | 05 754 040 |
| Verl                     | 025.762   | 071.37 km² | 361       | mittlere kreisangehörige Stadt | 05 754 044 |
| Versmold                 | 021.513   | 085.57 km² | 251       | kreisangehörige Stadt          | 05 754 048 |
| Werther (Westf.)         | 011.051   | 035.42 km² | 312       | kreisangehörige Stadt          | 05 754 052 |
|                          | 363.982   | 969.21 km² | 376       | Kreis Gütersloh                | 05 754     |

(Einwohnerzahlen vom 31. Dezember 2024)

## Geschichte

### Verwaltungsgeschichte

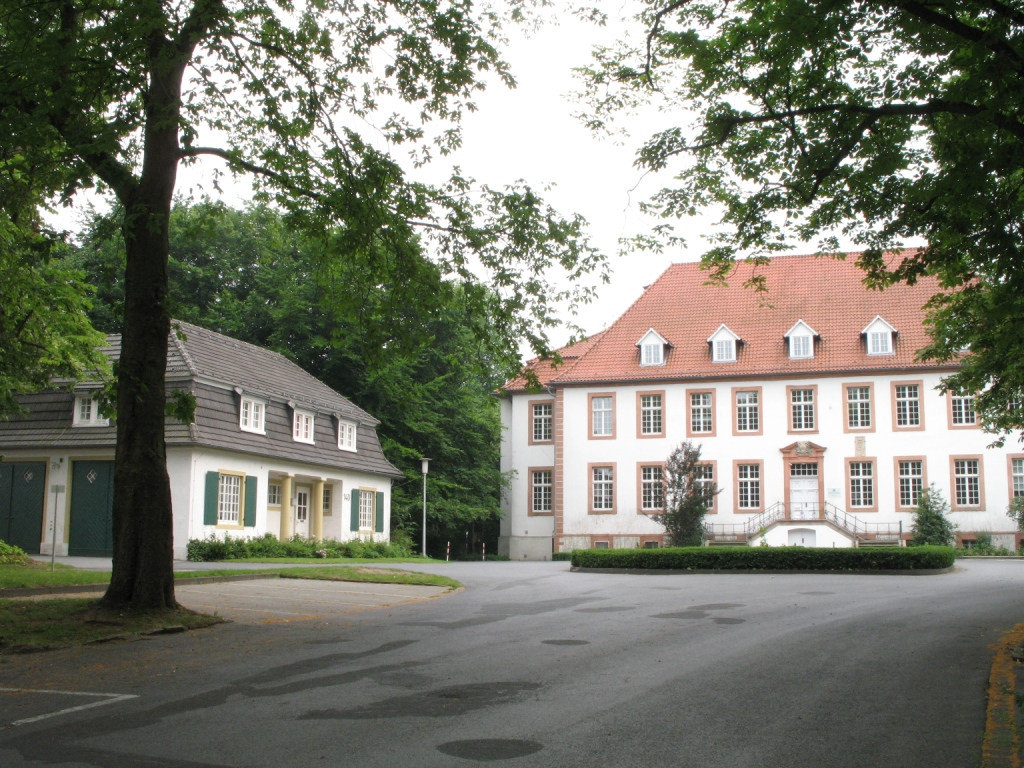
Teil der ehemaligen Kreisverwaltung in Wiedenbrück (Reckenberg)

Der Kreis Gütersloh wurde im Rahmen der nordrhein-westfälischen Gebietsreform im Zuge der Umsetzung des Bielefeld-Gesetzes am 1. Januar 1973 aus den beiden Kreisen Wiedenbrück und Halle (Westf.) gebildet. Die beiden Altkreise waren 1816 gebildet worden, als Preußen seine damaligen Provinzen (hier die Provinz Westfalen) in Regierungsbezirke und Kreise einteilte.
Dem neuen Kreis wurden außerdem die aus den drei Gemeinden Greffen, Harsewinkel und Marienfeld (Kreis Warendorf) neugebildete Stadt Harsewinkel sowie die Gemeinde Schloß Holte-Stukenbrock aus dem ebenfalls zu diesem Zeitpunkt aufgelösten Kreis Bielefeld zugeordnet. Letztere war 1970 durch Zusammenschluss der Gemeinden Schloß Holte, Sende (beide Kreis Wiedenbrück) und Stukenbrock (Kreis Paderborn) gebildet und zunächst dem Kreis Bielefeld zugeordnet worden. Aus dem ehemaligen Kreis Beckum wurde die Gemeinde Benteler der Gemeinde Langenberg und somit dem Kreis Gütersloh zugeordnet.
Der Kreis Gütersloh besteht seit der Gebietsreform somit aus 13 Städten und Gemeinden. Er hatte seinen Sitz zunächst in Rheda-Wiedenbrück. 1997 zog die Kreisverwaltung nach Gütersloh um.

### Einwohnerstatistik
Während der Kreis Gütersloh bei seiner Gründung etwa 280.000 Einwohner hatte, wuchs die Bevölkerung in den nächsten drei Jahrzehnten um rund 25 % auf über 350.000 Einwohner.
|  |  |

Die folgende Übersicht zeigt die Einwohnerzahlen des Kreises Gütersloh. Die Zahlen bis 1970 beziehen sich auf das Gebiet des 1973 gegründeten Kreises. Bei den Zahlen handelt es sich bis 1970 und für 1987 um Volkszählungsergebnisse und ab 1975 um amtliche Fortschreibungen des Landesamtes für Datenverarbeitung und Statistik. Die Zahlen von 1975 bis 1985 sind geschätzte Werte, die Zahlen ab 1990 Fortschreibungen auf Basis der Ergebnisse der Volkszählung von 1987. Die Angaben beziehen sich vor 1985 auf die Wohnbevölkerung und ab 1985 auf die Bevölkerung am Ort der Hauptwohnung.
| Jahr            | Einwohner |
| --------------- | --------- |
| 1939 (17. Mai)  | 141.826   |
| 1950 (13. Sep.) | 201.752   |
| 1961 (6. Juni)  | 233.459   |
| 1970 (27. Mai)  | 264.188   |
| 1975 (31. Dez.) | 278.685   |

| Jahr            | Einwohner |
| --------------- | --------- |
| 1980 (31. Dez.) | 287.027   |
| 1985 (31. Dez.) | 286.504   |
| 1987 (25. Mai)  | 287.883   |
| 1990 (31. Dez.) | 303.829   |
| 1995 (31. Dez.) | 329.043   |

| Jahr            | Einwohner |
| --------------- | --------- |
| 2000 (31. Dez.) | 345.379   |
| 2005 (31. Dez.) | 353.250   |
| 2010 (31. Dez.) | 353.766   |
| 2011 (9. Mai)   | 350.420   |
| 2013 (31. Dez.) | 352.334   |

| Jahr            | Einwohner |
| --------------- | --------- |
| 2015 (31. Dez.) | 360.642   |
| 2016 (31. Dez.) | 361.828   |
| 2020 (31. Dez.) | 364.818   |
| 2022 (31. Dez.) | 371.309   |

### Konfessionsstatistik
Gemäß dem Zensus 2011 waren 38,8 % der Einwohner römisch-katholisch, 31,4 %  evangelisch und 29,8 % waren konfessionslos, gehörten einer anderen Glaubensgemeinschaft an oder machten keine Angabe. Der Anteil der evangelischen und katholischen Kirchenmitglieder an der Gesamtbevölkerung ist seitdem gesunken. Mit Stand 1. Januar 2019 waren von den Einwohnern 34 % katholisch, 30 % evangelisch und 36 % gehörten entweder einer anderen Religion an oder waren konfessionslos. Mit Stand 1. Januar 2025 waren 29 % katholisch, 25 % evangelisch und 46 % gehörten entweder einer anderen Glaubensgemeinschaft an oder waren konfessionslos.
Die Zahl der Kirchenaustritte ist in Kreis Gütersloh auf Rekordniveau geklettert. Rund 3970 Menschen (1 % der Gesamtbevölkerung) kehrten 2022 der Kirche den Rücken.

## Politik

### Kreistag
Der Kreistag hat 72 Mitglieder, die sich gemäß dem Ergebnis der Kommunalwahl vom 13. September 2020 auf die einzelnen Fraktionen wie folgt verteilen (Stand September 2020):
- Linke: 2
- Grüne: 15
- SPD: 14
- FWG-UWG: 6
- FDP: 4
- CDU: 28
- AfD: 3

Im Kreistag haben sich entsprechend der Sitzverteilung sechs Fraktionen gebildet. Die Abgeordneten von „Die Linke“ konnten mit zwei Sitzen keine eigene Fraktion bilden und blieben daher fraktionslos.

### Landrat

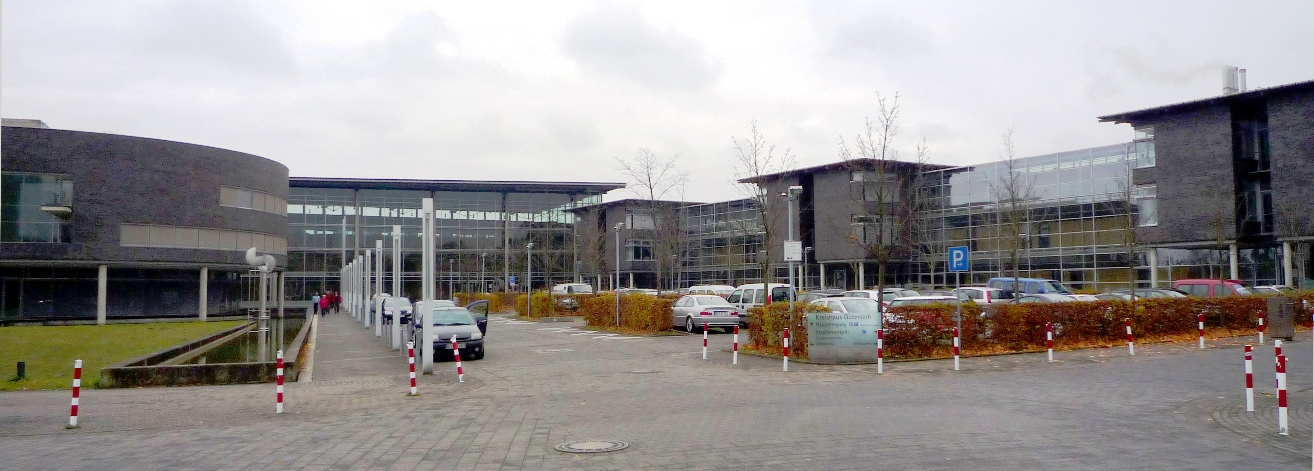
Das Kreishaus an der Herzebrocker Straße

| Jahr       | Landrat                   |              |
| ---------- | ------------------------- | ------------ |
| 1973–1983  | Paul Lakämper (CDU)       | ehrenamtlich |
| 1983–1988  | Fritz Ostmeyer (CDU)      | ehrenamtlich |
| 1988–1994  | Franz-Josef Balke (CDU)   | ehrenamtlich |
| 1994–1997  | Ursula Bolte (SPD)        | ehrenamtlich |
| 1997–1999  | Ursula Bolte (SPD)        | hauptamtlich |
| 1999–heute | Sven-Georg Adenauer (CDU) | hauptamtlich |

### Finanzen
Der Verwaltungshaushalt des Kreises betrug 2006 rund 268,2 Millionen Euro, der Vermögenshaushalt rund 24,5 Millionen Euro.

### Partner- und Patenschaften
Der Kreis Gütersloh unterhält eine Kreispartnerschaft mit dem Kreis Valmiera in Lettland. Für den Kreis Frankenstein in Schlesien und den Kreis Rosenberg in Westpreußen hat er Patenschaften übernommen.
In fast allen Städten und Gemeinden des Kreises bestehen Städtepartnerschaften, -patenschaften und/oder partnerschaftliche Beziehungen zu anderen Städten im In- und Ausland.
Partnerschaften
- Kreis Gütersloh – Kreis Frankenstein (Schlesien);
- Kreis Gütersloh – Kreis Rosenberg (Westpreußen);
- Stadt Rheda-Wiedenbrück – Stadt Frankenstein und Stadt Reichenstein (Schlesien);
- Stadt Gütersloh – Weinpatenschaft über die Weinstadt Lorch im Rheingau

Partnerschaften (im europäischen Ausland und in Übersee)
- Kreis Gütersloh – Kreis Valmiera (Lettland)
- Stadt Borgholzhausen – New Haven / Missouri (USA)
- Stadt Gütersloh – Châteauroux (Frankreich), Broxtowe (Großbritannien), Grudziądz / Graudenz (Polen), Falun (Schweden) und Rschew (Russland)
- Stadt Halle (Westf.) – Ronchin (Frankreich) und Valmiera (Lettland)
- Stadt Harsewinkel – Les Andelys (Frankreich)
- Gemeinde Herzebrock-Clarholz – Le Chambon-Feugerolles (Frankreich), Steenwijk (Niederlande)
- Stadt Rheda-Wiedenbrück – Oldenzaal (Niederlande), Palamos (Spanien), Canton Aouda und Canton Adjengré (Togo)
- Stadt Rietberg – Ribérac (Frankreich) und Glogowek/Oberglogau (Polen)
- Gemeinde Steinhagen – Woerden (Niederlande), Fivizzano, (Italien)
- Stadt Verl – Delphos/Ohio (USA)
- Stadt Versmold – Dobczyce (Polen)

Partnerschaftliche Beziehungen zu ostdeutschen Städten
- Stadt Borgholzhausen – Lößnitz (Erzgebirge)
- Gemeinde Langenberg – Neuzelle (Brandenburg)
- Stadt Rheda-Wiedenbrück – Heiligenstadt (Thüringen)
- Stadt Schloß Holte-Stukenbrock – Ostritz (Sachsen)
- Stadt Verl – Annaburg (Sachsen-Anhalt)
- Stadt Werther (Westf.) – Werther (Thüringen)

### Wappen
Dem Kreis Gütersloh ist mit Urkunde des Regierungspräsidenten Detmold vom 12. September 1974 das Recht verliehen worden, das nachstehend beschriebene Wappen zu führen:
| | Blasonierung: „Im geteilten Schild oben in Silber (Weiß) drei rote Sparren, belegt mit einem goldenen (gelben) Schild mit einem roten sechsspeichigen Rad, unten in rot ein goldener (gelber) Adler.“ |
| Wappenbegründung: Das Wappen enthält Symbole der früheren Kreiswappen von Halle (Westf.) (ab 1947) und Wiedenbrück (ab 1935). Die Sparren stehen für die alte Grafschaft Ravensberg; das Rad erinnert an das frühere osnabrückische Amt Reckenberg, der Adler an die alte Grafschaft Rietberg. Die Farben Rot und Gold sind zugleich die Farben der ehemaligen Hochstifte Münster und Paderborn, zu denen Harsewinkel und Stukenbrock ehemals gehörten. | |

## Kultur und Sehenswürdigkeiten

### Bauwerke und Parks

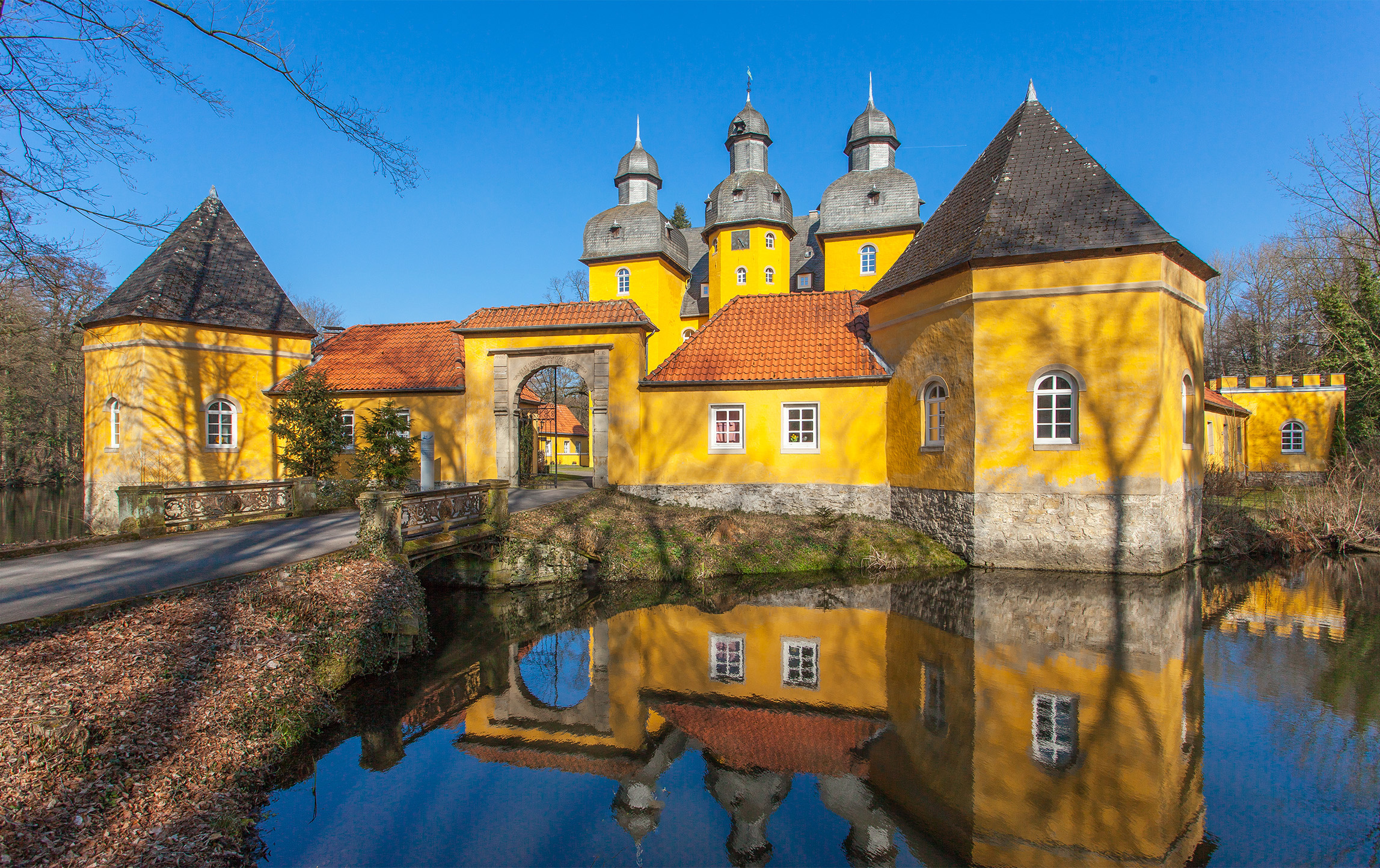
Schloss Holte

Die Burg Ravensberg in Borgholzhausen wurde 1080 von Hermann II. von Calvelage, Graf von Ravensberg, als militärischer Stützpunkt gebaut.
Das Schloss Rheda ist eine der ältesten Wasserburgen Westfalens und liegt mitten in einem historischen Schlossgarten im Flora-Westfalica-Park in Rheda-Wiedenbrück. Weitere Schlösser im Kreis Gütersloh sind das Wasserschloss Tatenhausen, das Wasserschloss Holtfeld, das Jagdschloss Holte und das Schloss Möhler.
Das Peter-August-Böckstiegel-Haus in Werther (Westf.) ist ein authentisch erhaltenes Künstlerhaus, in dem sich das künstlerische Schaffen des Expressionisten Peter August Böckstiegel, seine Natur- und Heimatverbundenheit und seine außergewöhnlich vielfältige Schaffenskraft widerspiegeln.
Außerdem befinden sich im Kreisgebiet viele sehenswerte Parks: der Gartenschaupark Rietberg, der Botanische Garten Gütersloh, die Klosteranlagen in Herzebrock und Clarholz sowie die Flora Westfalica in Rheda-Wiedenbrück.

### Theater, Museen und Kunst

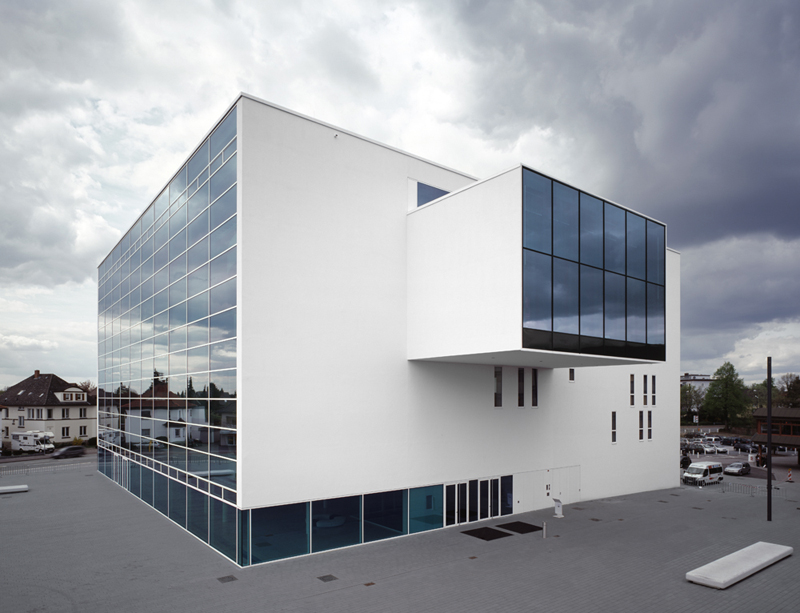
Theater Gütersloh

Neben verschiedenen Heimatmuseen gibt es weitere Museen in der Liste der Museen im Kreis Gütersloh. Das Miele-Museum in Gütersloh widmet sich unter anderem der Geschichte der Waschmaschine, das Stadtmuseum Gütersloh hat neben der stadtgeschichtlichen auch Abteilungen zur Technik- und zur Medizingeschichte, im Westfälischen Kleinbahn- und Dampflokmuseum – vor Ort besser bekannt als „Mühlenstroth“ – sind historische Lokomotiven zu bestaunen. Im Wiedenbrücker Schule Museum wird Kunsthandwerk gezeigt.
Zu den bedeutenden Künstlern, die aus dem Gebiet des Kreises stammen, gehören die Expressionisten Woldemar Winkler und Peter August Böckstiegel. Die S-Galerie in der Zentrale der Sparkasse Gütersloh zeigt in regelmäßigen Abständen Werke von Woldemar Winkler. Arbeiten heimischer wie überregionaler Künstler stellt der Kreiskunstverein im historischen Veerhoffhaus am Alten Kirchplatz in Gütersloh aus.

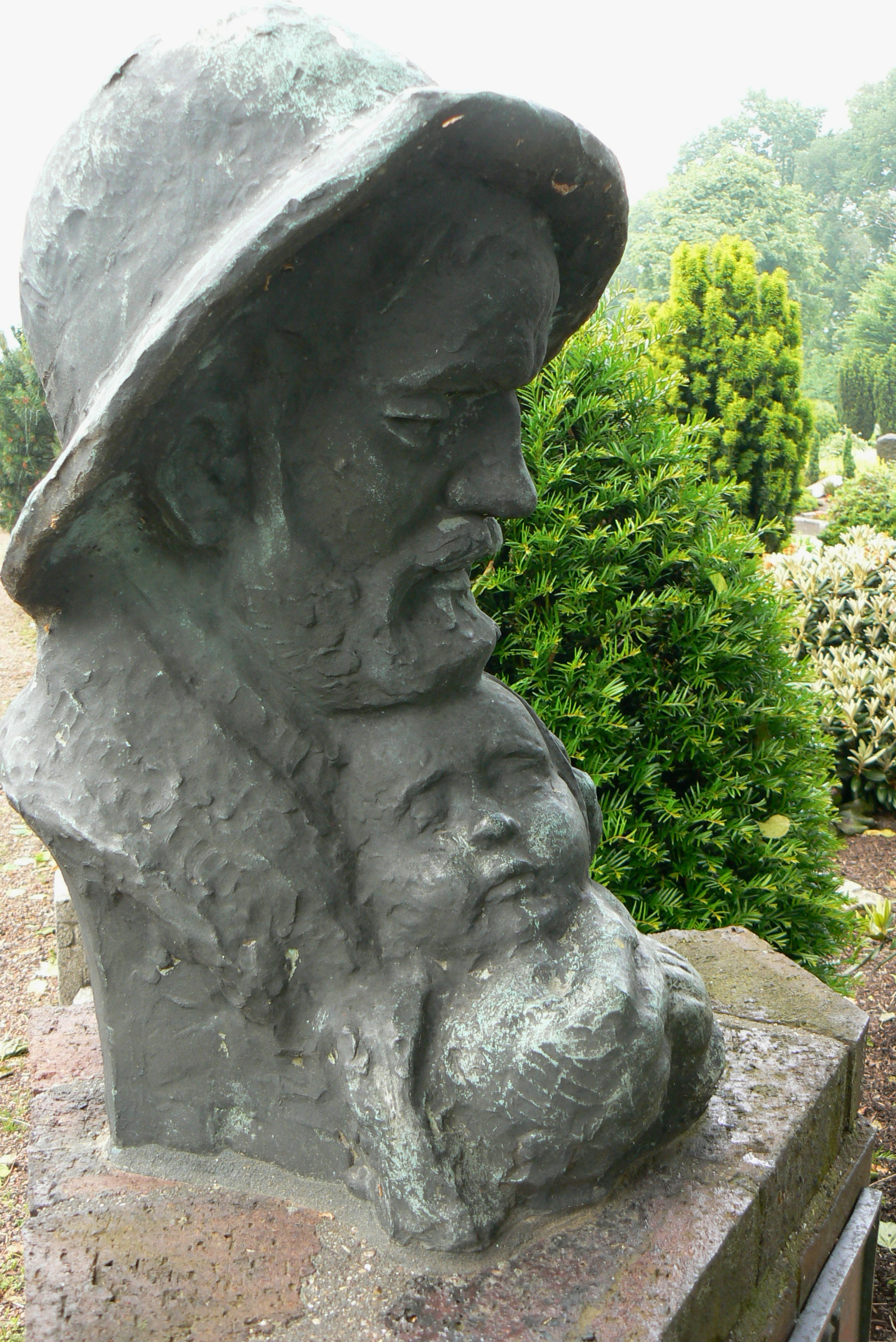
Peter August Böckstiegel

In der Kreisstadt Gütersloh wurde 2010 ein neues Theater mit bis zu 530 Plätzen eröffnet. Auf einer Freilichtbühne im Mohns Park finden im Sommer Konzerte statt. In Rietberg steht mit der cultura ein Rundtheater in drei Etagen zur Verfügung, eine moderne Variante des 1599 in London erbauten Globe-Theaters. In der Volksbank-Arena, einer Open-Air-Bühne im Rietberger Gartenschaupark, finden Kleinkunst- und Musikveranstaltungen vor bis zu 2500 Zuschauern statt.

### Sehenswürdigkeiten
- Peter-August-Böckstiegel-Haus, Werther (Westf.)
- Dampf-Kleinbahn Mühlenstroth, Gütersloh
- Theater Gütersloh
- Burg Ravensberg, Borgholzhausen
- Schloss Rheda, Rheda-Wiedenbrück
- Safariland Stukenbrock, Schloß Holte-Stukenbrock
- Caspar-von-Zumbusch-Museum in Herzebrock im Geburtshaus des bedeutenden Bildhauers
- Der Hermannsweg ist ein 156 km langer Wanderweg, der nach Hermann dem Cherusker benannt wurde. Er verläuft über den Kamm des Teutoburger Waldes.
- Die Hermannshöhen sind ein Zusammenschluss des Hermannswegs und des Eggewegs. Wanderwege führen vom Münsterland über den Teutoburger Wald bis zum Sauerland.
- Der Prälatenweg verbindet die drei Klosteranlagen Herzebrock, Clarholz und Marienfeld.
- Der Klimapark in Rietberg ist ein Informations- und Technologiepark zu Themen des Klimaschutzes.

### Naturschutzgebiete
| Übersichtskarte der Naturschutzgebiete im Kreis | Im Kreisgebiet befinden sich 45 Naturschutzgebiete (inkl. Erweiterungsflächen von Naturschutzgebieten angrenzender Kreise) mit einer Fläche von insgesamt etwa 47,2 km². Dies entspricht rund 4,9 % der Gesamtfläche des Kreises. Ganz überwiegend dienen diese Gebiete dem Schutz von Feuchtwiesenlebensräumen. |

Die Naturschutzgebiete in den einzelnen Gemeinden sind (Stand 1. Januar 2011; Doppelnennung, wenn Gebiet auf mehrere Gemeinden verteilt):
| Stadt/ Gemeinde          | Naturschutzgebiete | Anzahl | Gesamtgröße in der Gemeinde (ha, gerund.) | % der Gemeinde-fläche |
| ------------------------ | --- | ------ | ----------------------------------------- | --------------------- |
| Borgholzhausen           | Johannisegge–Schornstein, Ravensberg – Barenberg, Salzenteichs Heide | 03     | 346,25                                    | 06,20                 |
| Gütersloh                | Am Lichtebach, Große Wiese, Spexard | 03     | 298,21                                    | 02,66                 |
| Halle                    | Barrelpäule, Feuchtwiesen Hörste, Feuchtwiese Vennheide, Gartnischberg, Großer Berg – Hellberg, Hesselner Berge, Knüll – Storkenberg, Ravensberg – Barenberg, Steinbruch Schneiker, Tatenhauser Wald | 10     | 984,18                                    | 14,20                 |
| Harsewinkel              | Am Sundern, Baggersee Greffener Mark, Boomberge, Graureiherkolonie, Hühnermoor | 05     | 170,59                                    | 01,70                 |
| Herzebrock-Clarholz      | Mersch | 01     | 006,75                                    | 00,09                 |
| Rheda-Wiedenbrück        | Am Merschgraben, Erlenbruch und Schlosswiesen Rheda | 02     | 082,85                                    | 00,73                 |
| Rietberg                 | Emssee, Im Binner, Rietberger Emsniederung, Rietberger Fischteiche, Schellenwiese | 05     | 580,99                                    | 05,27                 |
| Schloß Holte-Stukenbrock | Holter Wald, Kipshagener Teiche, Moosheide, Ölbachtal, Schluchten und Moore am oberen Furlbach, Wehrbachtal                                                                                          | 06     | 930,75                                    | 13,80                 |
| Steinhagen               | Egge, Feuchtwiesen In den Wösten, Feuchtwiesen Ströhen, Feuchtwiese Vennheide, Foddenbach-Landbach, Jakobsberg                                                                                       | 06     | 461,61                                    | 08,21                 |
| Verl                     | Fleckernheide, Grasmeerwiesen, Große Wiese | 03     | 169,24                                    | 02,37                 |
| Versmold                 | Salzenteichs Heide, Versmolder Bruch | 02     | 278,84                                    | 03,26                 |

Auf den Gebieten von Werther und Langenberg befinden sich keine Naturschutzgebiete.

### Sport
Die höchstklassig spielende Fußballmannschaft ist der SC Verl, der in der 3. Liga antritt. Der FC Gütersloh, der früher in der 2. Bundesliga antrat, spielt in der viertklassigen Regionalliga West. Der Frauenfußballverein FSV Gütersloh 2009 spielt in der 2. Frauen-Bundesliga.
Im Kreis Gütersloh gibt es fünf 18-Loch-Golfplätze.

## Wirtschaft und Infrastruktur
Im Zukunftsatlas 2019 belegte der Landkreis Gütersloh Platz 73 von 401 Landkreisen, Kommunalverbänden und kreisfreien Städten in Deutschland und zählt damit zu den Orten mit „hohen Zukunftschancen“. Der Landkreis gehört damit zu den zukunftsfähigsten und wirtschaftlich stabilsten innerhalb Nordrhein-Westfalens.

### Verkehr

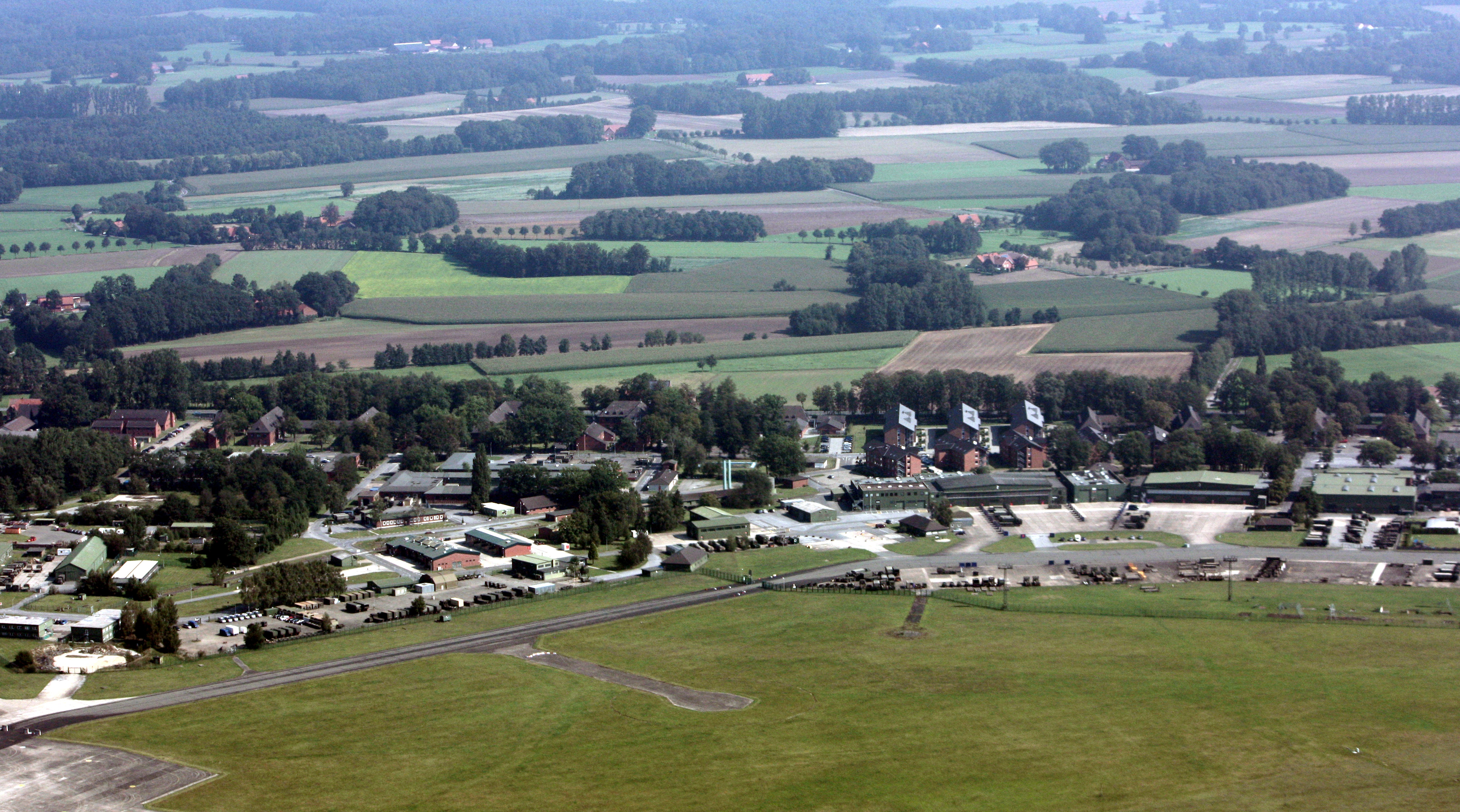
Flughafen Gütersloh

#### Straßenverkehr
Die Bundesautobahn 2 (Dortmund–Hannover) ist im Kreis Gütersloh über die Anschlussstellen Gütersloh, Rheda-Wiedenbrück und Herzebrock-Clarholz zu erreichen, die Bundesautobahn 33 (Bielefeld–Paderborn) über die Auffahrten Schloß Holte-Stukenbrock, Stukenbrock/Senne im Süden und Borgholzhausen im Norden. Durch das Kreisgebiet verlaufen außerdem die Bundesstraßen 55 (Niederrhein–Ostwestfalen-Lippe über Langenberg und Rheda-Wiedenbrück), 61 (Ruhrgebiet–Bremen über Rheda-Wiedenbrück und Gütersloh), 64 (Münsterland–Harz über Herzebrock-Clarholz, Rheda-Wiedenbrück und Rietberg) und 68 (Oldenburger Münsterland–Warburger Börde über Halle (Westf.)). Die B 513 führt von Sassenberg nach Gütersloh.

#### Schienenverkehr
Das Kreisgebiet wird in west-östlicher Richtung von der für den Personen- und Güterverkehr bedeutenden Hauptstrecke Ruhrgebiet–Hannover–Berlin (siehe Bahnstrecke Hamm–Minden) durchquert mit den Bahnhöfen Rheda-Wiedenbrück, Gütersloh (auch einzelne ICE- und regelmäßige IC-Halte) und Isselhorst-Avenwedde. Von ihr zweigen mehrere überwiegend eingleisige Nebenstrecken ab: die Bahnstrecke Osnabrück–Bielefeld Haller Willem, mit Haltepunkten in Steinhagen, Bielefelder Straße, Steinhagen, Künsebeck, Halle (Westfalen), Halle Gerry Weber-Stadion, Hesseln, Borgholzhausen und Westbarthausen. Hinzu kommt die Sennebahn Bielefeld–Paderborn, mit Bahnhof in Schloß Holte und die Warendorfer Bahn Rheda-Wiedenbrück–Münster, mit Haltepunkten in Herzebrock und Clarholz.
Außerdem betreibt die Teutoburger Wald-Eisenbahn (TWE) für den Güterverkehr die Strecke Ibbenbüren–Hövelhof, über Harsewinkel, Marienfeld, Gütersloh und Verl. Es gibt Planungen für eine Teilreaktivierung im Personennahverkehr für diese Strecke.

#### Radverkehr
Im Alltagsverkehr hat das Fahrrad im Kreis Gütersloh erhebliche Bedeutung. Auf zahlreichen gut ausgebauten Pättkes kann zwischen den Orten auch abseits von starkem Autoverkehr gefahren werden. In den Orten werden, wie in Gütersloh, bis zu 25 % der Wege der Einwohner mit dem Fahrrad zurückgelegt.
Mehrere Radfernwege und lokale Radwege durchqueren das Kreisgebiet, beispielsweise der Europaradweg R1, die Wellness-Route, der Emsradweg und die BahnRadRouten Teuto-Senne und Hellweg-Weser. An einigen Bahnhöfen, unter anderem Gütersloh Hbf, Halle (Westf) und Rheda-Wiedenbrück, gibt es Fahrradstationen.

#### Flugverkehr
Bis 2016 bestand in Gütersloh der ehemalige britische Militärflugplatz Flughafen Gütersloh. Der nächste internationale Flughafen ist der Flughafen Paderborn-Lippstadt.

### Medien

#### Tageszeitungen
Im Kreis Gütersloh erscheinen die Neue Westfälische (besonders auflagenstark in Gütersloh), die Glocke (besonders auflagenstark im Südkreis) und das Westfalen-Blatt, das in regionalen Ausgaben  (Kopfblätter) etwa als „Versmolder Anzeiger“ oder „Verler Zeitung“ erscheint. Im Nordkreis (Halle, Borgholzhausen, Versmold, Steinhagen, Werther) ist das Haller Kreisblatt verbreitet. Im äußersten Süden des Kreises (Rietberg) wird auch die in Lippstadt erscheinende Tageszeitung Der Patriot gelesen.

#### Stadtmagazine
In allen Städten und Gemeinden des Kreises außer Borgholzhausen erscheinen Stadtmagazine bzw. Anzeigenblätter:
- Gütersloh: Bonewie, Der Isselhorster, Der Kattenbote, GT Extra, GT-Info, guetsel.de, Carl
- Halle: Haller Willem, Halle erleben
- Harsewinkel: Emskurier, Marktplatz Harsewinkel
- Harsewinkel-Greffen; Der Spoekenkieker (kreisgrenzenüberschreitendes Lokalmagazin Sassenberg/Kreis WAF)
- Herzebrock-Clarholz: Herzeblog.de, Markt und Gemeinde, aha-Magazin
- Langenberg: Trend, aha-Magazin
- Rheda-Wiedenbrück: Das Stadtgespräch, aha-Magazin
- Rietberg: Rietberger Stadtanzeiger, Emsblatt
- Schloß Holte-Stukenbrock: Der Stadt-Anzeiger, SenneFORUM, Stadtjournal SHS
- Steinhagen: Steinhagen erleben, Steinhagener Schaufenster
- Verl: Verler Leben, Verler Magazin
- Versmold: Versmold erleben, Der Spoekenkieker (kreisgrenzenüberschreitendes Lokalmagazin Sassenberg/Kreis WAF)
- Werther: Werther Aktuell, Werther erleben

#### Radio und Fernsehen
Der lokale Rundfunksender heißt Radio Gütersloh, produziert tagsüber mehr als sechs Stunden eigenes Programm mit Nachrichten und Reportagen aus dem gesamten Kreis Gütersloh und schaltet ansonsten in das Rahmenprogramm von Radio NRW. Lokale Nachrichten gibt es stündlich von 6:30 bis 19:30 Uhr. Zu empfangen ist der Sender im Kreisgebiet über drei terrestrische UKW-Frequenzen sowie über die Kabel-Frequenz 97,2.
Einen Offenen Kanal für den Kreis Gütersloh gibt es nicht. Lokalnachrichten werden in der WDR-Sendung Lokalzeit OWL aus dem Studio Bielefeld gesendet.

### Ansässige Unternehmen
Die größten Arbeitgeber im industriellen und gewerblichen Sektor sind
- in Gütersloh Bertelsmann (das mit den Betriebsstätten seiner Tochterfirmen auch in anderen Städten und Gemeinden des Kreises vertreten ist, insgesamt 12.500 Mitarbeiter im Kreis Gütersloh[15]) und Miele (6.000 Mitarbeiter im Stadtgebiet)[15]
- in Harsewinkel Claas
- in Halle Storck und Gerry Weber
- in Rheda-Wiedenbrück das Tönnies Fleischwerk, Westfalia Mobil, Westag & Getalit AG und das Simonswerk, einem Hersteller von Bändern und Bandsystemen.
- in Steinhagen Hörmann
- in Verl Beckhoff, Nobilia und Teckentrup
- Besonders in Versmold haben sich fleischverarbeitende Unternehmen angesiedelt.

Im Kreis Gütersloh sind 138.912 sozialversicherungspflichtig Beschäftigte registriert (Stand: Juni 2010). Sie verteilen sich vor allem auf folgende Branchen:
- Handel (20.228 Beschäftigte)
- Maschinenbau (10.626)
- Gesundheits- und Sozialwesen (10.487)
- Ernährungsgewerbe (9.099)
- Sonstige wirtschaftliche Dienstleistungen (8.991)
- Herstellung von Metallerzeugnissen, Metallerzeugung und -bearbeitung (8.481)
- Verkehr (7.307)
- Holzwaren und Möbel (7.167)
- Bau (7.144)
- Freiberufliche, wissenschaftliche, technische Dienstleistungen (7.016)
- Information und Kommunikation, Verlage (4.527)
- Finanzen und Versicherungen (2.645)
- Druckindustrie (2.556)
- Gummi und Kunststoff (2.335)
- Gastgewerbe (2.316)

Im Vergleich zum Bundesdurchschnitt gibt es damit relativ viele Unternehmen aus der holzverarbeitenden-/der Möbelindustrie, aus der Lebensmittelbranche und aus der Druckindustrie. Relativ wenige Unternehmen gibt es im Gastgewerbe.
Im Kreis Gütersloh lag das durchschnittliche verfügbare Einkommen der Privathaushalte 2008 bei 22.375 Euro und damit deutlich über dem Durchschnitt in Ostwestfalen-Lippe (20.477 Euro), Nordrhein-Westfalen (19.837 Euro) und Deutschland (18.974 Euro). Das Bruttoinlandsprodukt pro Erwerbsperson lag 2012 bei 72.460 Euro (zum Vergleich: OWL 62.988 Euro, NRW 65.964 Euro, Deutschland 64.084 Euro). Die Kaufkraftkennziffer lag 2008 mit 102,6 um 2,6 Prozentpunkte über dem Bundesdurchschnitt (= 100), wobei es die höchsten Werte in Steinhagen (106,5), Gütersloh (104) und Verl (103,6), die niedrigsten in Versmold (99,2), Harsewinkel (99,5) und Borgholzhausen (99,7) zu verzeichnen gab.

### Exportquote
Die Exportquote im verarbeitenden Gewerbe betrug 2007 34 %. Im Vergleich dazu lag die bundesweite Quote bei 43 %. 2011 betrug die Exportquote im Kreis ebenso wie in der Stadt Gütersloh 36 %; die niedrigste Quote verzeichnete Langenberg mit 17 %, die höchste Harsewinkel mit 59 %.

### Arbeitslosigkeit
Die Arbeitslosenquote lag im Juni 2012 bei 4,8 % nach 4,6 % im Juni 2011, 5,3 % im Juni 2010 und 5,4 % im Juni 2009. Damit lag die Arbeitslosenquote im Juni 2012 um 3,1 Prozentpunkte niedriger als in Nordrhein-Westfalen (8,0 %) und um 1,8 Prozentpunkte niedriger als im Bundesmittel (6,6 %).
Im Dezember 2008 waren 25,97 % aller Arbeitsloser länger als ein Jahr arbeitslos. Im Vergleich dazu beträgt die Langzeitarbeitslosigkeit in ganz Deutschland 32,1 % und in NRW 36,83 %.

## Kfz-Kennzeichen
Bei der Bildung des neuen Kreises wurde diesem mit Wirkung vom 1. Januar 1973 das Unterscheidungszeichen GT zugeteilt.

Die Altkennzeichen HW (Halle/Westfalen) und WD (Rheda-Wiedenbrück) wurden bis heute nicht wieder eingeführt.

## Trivia

### Corona-Infizierte in Tönnies-Stammwerk und Kontaktbeschränkungen für den gesamten Kreis (2020)
Das Firmengelände der Tönnies Holding in Rheda-Wiedenbrück wurde im Juni 2020 zum Zentrum der COVID-19-Pandemie in Nordrhein-Westfalen mit über 1500 Infizierten. Im Zusammenhang mit der hohen Ansteckungszahl bei Tönnies kam es von verschiedenen Seiten zu Kritik an den Arbeitsbedingungen der überwiegend über Werkvertrag mit Tönnies über Subunternehmer eingesetzten osteuropäischen Schlachthofmitarbeiter. Am 23. Juni 2020 wurden von Ministerpräsident Armin Laschet (CDU) erneute Kontaktbeschränkungen (Lockdown) für den Kreis Gütersloh vorläufig bis zum 30. Juni 2020 angeordnet. Im Kreis Gütersloh handele es sich um das bisher „größte Infektionsgeschehen“ in Deutschland. Am 29. Juni 2020 wurden die Kontaktbeschränkungen für den Kreis Warendorf ab dem 1. Juli 2020 aufgehoben und für den Kreis Gütersloh bis zum 7. Juli 2020 verlängert. Österreich hat am 29. Juni 2020 hat nach mehreren Gesprächen zwischen dem Ministerpräsident Laschet und dem österreichischen Bundeskanzler Sebastian Kurz (ÖVP) die nach dem schweren Corona-Ausbruch beim Fleischkonzern Tönnies ausgesprochene generelle Reisewarnung für ganz Nordrhein-Westfalen zurückgenommen und auf die vom Infektionsgeschehen betroffenen Kreise beschränkt. Das Oberverwaltungsgericht Münster hat die verlängerten Corona-Einschränkungen für den Kreis Gütersloh am 6. Juli 2020 aufgehoben. Das Land Nordrhein-Westfalen hätte nach dem Corona-Ausbruch unter den Mitarbeitern des Fleischverarbeiter Tönnies zwischenzeitlich eine differenziertere Regelung erlassen müssen. Ein Lockdown für den ganzen Kreis wäre deswegen nicht mehr verhältnismäßig. Eine ähnliche Entscheidung der Landesregierung wurde nach Ansicht des Landrates des Kreises Gütersloh Sven-Georg Adenauer damit vorweggenommen. Die meisten Neuinfektionen traten bis auf wenige Ausnahmen Anfang Juli 2020 laut dem Kreis Gütersloh bei Menschen mit Bezug zum Fleischereibetrieb Tönnies auf.
Im direkten zeitlichen Zusammenhang wurden mehrere Fahrzeuge mit dem Kennzeichen GT beschädigt.